# 日本DIY・ホームセンター協会
一般社団法人日本DIY・ホームセンター協会（にほんディーアイワイ・ホームセンターきょうかい、英: JAPAN DIY･HC ASSOCIATION、略称：日本DIY・HC協会、JDIY）は、日本におけるDIYの普及と産業の発展を目的として設立された一般社団法人。

## 概要
元経済産業省所管。DIYアドバイザー資格試験の実施母体。1977年7月18日、DIYの普及と産業の発展を目的とした任意団体「日本DIY協会」として発足し、さらに1980年5月19日、通商産業省（後の経済産業省）の許可を得て、社団法人「日本DIY協会」としてスタートした。公益法人として「DIYの健全な普及を通じて、ホームセンターをはじめとするDIY産業の総合的な発展を図るとともに、豊かな国民生活の形成に寄与すること」をめざして、さまざまな活動を推進している。
2020年までは「日本ドゥ・イット・ユアセルフ協会」という名称であった。同年、設立40周年を機に「日本DIY・ホームセンター協会」に改名した。

## 事業内容
- 1983年度よりDIYアドバイザー試験を実施。15,059名登録（2008年度末現在）
- 「JAPAN DIY HOMECENTER SHOW＜旧名称：JAPAN DIY SHOW＞」（1978年 東京地区での第１回目開催から、大阪地区での開催15回を含め通算45回開催し、総来場者は約540万人）
- 教育研修事業
- 国際交流事業 (世界的規模の業界連携組織IHA（国際ハードウェア・ハウスウェア産業団体連合会）に加入。2002年4月には、IHAの総会・国際会議を京都で開催)
- 広報事業
- 調査情報サービス事業 （「DIY小売業実態調査（年次調査）」）
- 消費者普及（講座“DIYスクール『住まいのお手入れ教室』）
- 環境・資源問題への取組事業 （DIY環境・資源ガイドラインを作成）
- 住宅リフォーム取組事業

## 沿革
- 1977年（昭和52年）7月18日 - DIYの普及と産業の発展を目的とした任意団体「日本ドゥ・イット・ユアセルフ協会」として発足
- 1980年（昭和55年）5月19日 - 通商産業省（現経済産業省）の許可を得て、「社団法人日本ドゥ・イット・ユアセルフ協会」に改組
- 2020年（令和2年）4月1日 - 「日本DIY・ホームセンター協会」に改名

## 組織
- 理事長1名、副理事長3名、常任理事14名、理事33名など
- 常勤は専務理事1名、他役員については非常勤（官公庁出身者は、専務理事今井寿男（最終官職・経済産業省経済産業政策局経済産業調査官））
- 10の常設委員会及び1つの特別委員会

## 刊行物
- DIYハンドブック（園芸編、ペット編、カー用品編）（書籍）
- 第18回 DIY小売業実態調査報告書（CD-ROM）
- DIYの実際「塗料・接着編」 （DVD）